# Kochav ha-Šachar
Kochav ha-Šachar (hebrejsky כוכב השחר, doslova „Jitřenka“ podle nedalekého arabského místního názvu Qubbat al-Najma, podle jiného zdroje Khirbat al‐Najma, v oficiálním přepisu do angličtiny Kokhav HaShahar, přepisováno též Kochav Hashachar) je izraelská osada a vesnice typu společná osada (jišuv kehilati) na Západním břehu Jordánu v distriktu Judea a Samaří a v Oblastní radě Mate Binjamin.

## Geografie
Nachází se v nadmořské výšce 600 metrů na jihovýchodním okraji Samařska, cca 22 kilometrů severovýchodně od historického jádra Jeruzaléma, cca 15 kilometrů severozápadně od Jericha a cca 55 kilometrů jihovýchodně od centra Tel Avivu.
Vesnice je na dopravní síť Západního břehu Jordánu napojena pomocí lokální silnice číslo 458 (takzvaná Alonova silnice), která vede jednak na jih, směrem k obci Rimonim a dál, k bloku izraelských sídel v okolí města Ma'ale Adumim, jednak na sever, k dalším izraelským sídlům podél východního okraje hor Samařska (například Švut Rachel nebo Ma'ale Efrajim). Z této komunikace odbočuje k východu silnice číslo 449, která směřuje do Jordánského údolí a do tamních izraelských sídel. Kochav ha-Šachar leží na okraji souvisle osídleného území Západního břehu Jordánu. Směrem na východ už následuje prakticky neobydlená pouštní krajina, která se prudce svažuje k Jordánskému údolí. Na severu i na jihu je obec napojena do řetězce izraelských osad (například Rimonim). Pouze na západě se nacházejí i palestinské vesnice, nejblíže z nich Taybeh, cca 4 kilometry západním směrem.

## Dějiny
Kochav ha-Šachar vznikla na území, které v roce 1967 dobyla izraelská armáda. Vesnice byla zřízena roku 1977. 26. června 1977 zde byla pod pracovním názvem Kochav ha-Šachar Alef ustavena vojenská základna typu nachal, kombinující civilní a vojenský typ osídlení. 10. dubna 1979 se izraelská vláda rozhodla převést několik těchto základen, včetně Kochav ha-Šachar, na civilní sektor. K tomu pak došlo v srpnu 1980. Po osmi letech pak začala výstavba prvních trvalých zděných domů. V obci funguje základní náboženská škola, dále ješiva Ahavat Chajim založená roku 2000, veřejná knihovna a společenský sál. Dále je tu samoobsluha, zdravotní a zubní středisko, jesle a školky a několik menších obchodů. Zejména na jih od obce se rozkládají zemědělské pozemky. Pěstují se zde nektarinky, vinná réva a květiny.
V únoru 2001 vznikla cca 1 kilometr jižně od obce skupina domů nazvaná Ma'ale Šlomo (též Micpe Šlomo), ve které podle pozdější vládní zprávy žilo trvale cca patnáct rodin v mobilních karavanech. Další taková skupina karavanů nazvaná Micpe Kramim vyrostla východně od osady na místě, jež bylo původně podle územního plánu určeno pro zemědělství. Micpe Kramim vzniklo poprvé v dubnu 1999, později byla zástavba odstraněna, ale v květnu 2001 se znovu vrátila na toto místo. V roce 2007 se v Micpe Kramim uvádí přes 50 obyvatel (13 rodin) ve 24 karavanech a 3 zděných domech Další taková izolovaná skupina domů Ma'oz Ester, postavená v roce 2005 severně od Kochav ha-Šachar byla jako nelegální na jaře 2009 zbourána izraelskou policií.
Počátkem 21. století nebyla Kochav ha-Šachar zahrnuta do Izraelské bezpečnostní bariéry, která do svých hranic pojala jen kompaktní bloky izraelských osad, zejména poblíž Zelené linie. Budoucí existence osady závisí na podmínkách případné mírové smlouvy s Palestinci.

## Demografie
Obyvatelstvo Kochav ha-Šachar je v databázi rady Ješa popisováno jako nábožensky založené. Podle údajů z roku 2014 tvořili naprostou většinu obyvatel Židé (včetně statistické kategorie "ostatní", která zahrnuje nearabské obyvatele židovského původu ale bez formální příslušnosti k židovskému náboženství).
Jde o menší obec vesnického typu s dlouhodobě rostoucí populací. K 31. prosinci 2014 zde žilo 1829 lidí. Během roku 2014 populace stoupla o 14,6 %.
| Rok            | 1983 | 1985 | 1986 | 1987 | 1988 | 1989 | 1990 | 1991 | 1992 | 1993 | 1994 | 1995 | 1996 | 1997 | 1998 | 1999 | 2000 |
| -------------- | ---- | ---- | ---- | ---- | ---- | ---- | ---- | ---- | ---- | ---- | ---- | ---- | ---- | ---- | ---- | ---- | ---- |
| Počet obyvatel | 129  | 259  | 261  | 275  | 351  | 410  | 486  | 590  | 665  | 752  | 805  | 865  | 896  | 955  | 1020 | 1080 | 1150 |

| Rok            | 2001 | 2002 | 2003 | 2004 | 2005 | 2006 | 2007 | 2008 | 2009 | 2010 | 2011 | 2012 | 2013 | 2014 |
| -------------- | ---- | ---- | ---- | ---- | ---- | ---- | ---- | ---- | ---- | ---- | ---- | ---- | ---- | ---- |
| Počet obyvatel | 1250 | 1300 | 1367 | 1365 | 1449 | 1530 | 1619 | 1690 | 1423 | 1557 | 1596 | 1548 | 1596 | 1829 |